# Бред Пейслі
Бред Дуглас Пейслі (англ. Brad Douglas Paisley; нар. 28 жовтня 1972, Глен Дейл, Західна Вірджинія, США) — американський кантрі-співак та автор пісень. Свій дебютний альбом «Who Needs Pictures» випустив у 1999 році. З того часу вийшло десять студійних альбомів та різдвяні збірка, всі під лейблом Arista Nashville. Пейслі випустив понад 40 синглів. По всьому світу було продано понад 11 мільйонів копій його альбомів.
Пейслі виграв три Греммі, 14 Academy of Country Music Awards, 14 Country Music Association Awards та дві American Music Awards.

## Життєпис

### Раннє життя
Бред Дуглас Пейслі народився 28 жовтня 1972 у містечку Глен Дейл штату Західна Вірджинія, США. Єдина дитина Дугласа Едварда "Дага" Пейслі, працівника Відділу транспортування Західної Вірджинії, та Сандри Джин "Сенді" (уроджена Джарвіс) Пейслі, вчительки. Виріс у Глен Дейл. Пейслі розповідав, що його любов до кантрі-музики зародилася від його дідуся по материнській лінії, Воррена Джарвіса, який подарував йому його першу гітару, Sears Danelectro Silvertone, і навчив його грі на гітарі, коли йому було вісім років. В 10-річному віці вперше виступив на публіці, виконуючи спів у церкві.

## Підтримка України
У 2022 році під час Російсько-української війни підтримав Україну та проводив збір коштів на підтримку українців.
24 січня 2023 року Бред Пейслі став амбасадором проекту United24 та підтримуватиме напрям «Відбудова України»
14 березня 2023 року стало відомо, що Бред Пейслі, перекаже на відбудову України роялті за трек "Same Here", який він присвятив Україні.

## Дискографія
Студійні альбоми
- Who Needs Pictures (1999)
- Part II (2001)
- Mud on the Tires (2003)
- Time Well Wasted (2005)
- Brad Paisley Christmas (2006)
- 5th Gear (2007)
- Play (2008)
- American Saturday Night (2009)
- This Is Country Music (2011)
- Wheelhouse (2013)
- Moonshine in the Trunk (2014)
- Love and War (2017)

## Турне
- Time Well Wasted Tour (2005–06)
- Bonfires & Amplifiers Tour (2007–08)
- The Paisley Party Tour 2008
- The Paisley Party Tour 2009
- American Saturday Night Tour 2009
- American Saturday Night Tour 2010
- The H2O Tour (2010)
- The H2O Frozen Over Tour (2011)
- H2O II: Wetter and Wilder World Tour (2012)
- Virtual Reality World Tour (2012)
- Beat This Summer Tour (2013)
- Beat This Winter Tour (2014)
- Country Nation World Tour (2014)
- Crushin' It World Tour (2015–16)
- Life Amplified World Tour (2016–17)
- Weekend Warrior World Tour (2017)